# Українсько-чилійські відносини
Українсько-чилійські відносини — відносини між Україною та Республікою Чилі.
Чилі визнала незалежність України 9 січня 1992 року. Дипломатичні відносини між країнами було встановлено 28 січня 1992 року.
Інтереси громадян України в Чилі захищає посольство України в Аргентинській Республіці (Буенос-Айрес), а інтереси громадян Чилі в Україні — Посольство Республіки Чилі в Республіці Польща (Варшава, пол. Ambasada Chile w Warszawie).
Також у Сантьяґо діє відділення Посольства України в Аргентинській Республіці у Республіці Чилі і Почесне консульство України в Республіці Чилі. В Києві діє Почесне консульство Республіки Чилі в Україні.
Між країнами діє безвізовий режим.